# Пенья-де-Берналь
Пе́нья-де-Берна́ль (исп. Peña de Bernal) — одна из гор в Кордильерах, Мексика. С высотой в 350 метров является четвёртым по величине монолитом в мире после горы Огастус в Западной Австралии, Гибралтарской скалы и Сахарной головы в Бразилии.
Один из крупнейших по величине монолитов в Северной Америке. Расположен в Мексике. Вершина находится на высоте 2510 м над уровнем моря, или примерно 350 метров над окружающей равниной.